# Seward, Kansas
Seward là một thành phố thuộc quận Stafford, tiểu bang Kansas, Hoa Kỳ. Năm 2010, dân số của xã này là 64 người.

## Dân số
Dân số các năm:
- Năm 2000: 63 người
- Năm 2010: 64 người